# Bayer
Bayer AG je njemački biotehnološki i farmaceutski gigant, međunarodno poduzeće sa sjedištem u Leverkusenu. Glavna područja proizvodnog djelokruga Bayera jesu ljudska i veterinarska farmacija široke potrošnje, poljoprivredni proizvodi, kemijski i biotehnološki proizvodi. Na tim je područjima među vodećima u Europi i svijetu.
Bayer je uvelike poznat po svojim lijekovima, poput aspirina i kontracepcijskih tableta, ali i po komercijalizaciji heroina te spornim poljoprivrednim umjetnim oplemenjivačima i sjemenjem i pesticidima upitnih ekoloških standarada po uzoru na agrogenetičkog giganta Monsanta. Svoj nagli razvoj i svjetski ugled tvrtka je stekla početkom hladnog rata i kasnije suradnjom s drugim gigantima biotehnološke industrije.
Bayer je dio DAX-a i EURO Stoxx 50 burzovnih indeksa. Zapošljava oko 115.000 ljudi, uz godišnju dobit od 4,5 milijardi eura.

## Vanjske poveznice
- www.bayer.com Službene stranice Bayera